# 京台科技論壇
京台科技論壇，是中國大陸方面與台灣民間企業，每年度舉行的產業與科技會議，包括了峰會、專題論壇、項目簽約、產品展示、交流餐會與交流參訪活動等。始於1998年，如今的主辦單位為國台辦與北京市政府，主要用於宣傳北京的投資環境，鼓勵海峽兩岸雙向投資，推動海峽兩岸的產業合作。宗旨為「為兩岸關係和平發展大局服務，為首都經濟社會發展服務」。

## 概論
京台科技論壇最早起源於1998年，由北京市政府與台灣區電電公會聯合，於北京舉辦。此後成為年度活動。2005年被北京市列為折子工程，由北京市副市長重點推動。在2008年大選馬英九當選，國民黨取得執政權後，於2008年至2010年在台北舉辦。
2011年開始，由國台辦與北京市政府聯合舉辦，每年與北京台灣名品博覽會同時舉辦。2012年大選馬英九連任後，2013年至2016年，皆在台灣舉辦，分為台北、台中、高雄三個場次同時進行。
2016年大選蔡英文勝選，民進黨取得執政權後，自2017年後，又回到北京市舉辦。

## 外部連結
- 京台科技論壇首頁